# ایرول زاندر
ایرول زاندر (آلمانی: Erol Sander؛ زادهٔ ۹ نوامبر ۱۹۶۸) بازیگر اهل آلمان است.
از فیلم‌ها یا برنامه‌های تلویزیونی که وی در آن نقش داشته است، می‌توان به اسکندر و ثریا اشاره کرد.